# Cosmarium pseudarctoum
Cosmarium pseudarctoum  là một loài Song tinh tảo trong họ Desmidiaceae, thuộc chi Cosmarium.